# Academia Chișinău
Academia Chișinău war ein moldauischer Fußballverein aus Chișinău, Moldawien. Sie spielten in der Divizia Națională, der höchsten Spielklasse im moldauischen Fußball.

## Geschichte
Academia entstand im Jahr 2006, als Igor Dobrovolski, Alexandru Cojuhari und Eduard Rotari beschlossen, einen Verein zu gründen, der die Entwicklung von Fußballtalenten in Moldawien fördern sollte. Der Verein begann seine Reise in der zweiten moldauischen Liga, der Divizia A. Am Ende der zweiten Saison 2007/08 stieg Academia in die Divizia Națională auf. Nach dem Aufstieg schloss der Verein eine Partnerschaft mit der Technischen Universität Moldawiens und wurde fortan unter dem Namen Academia UTM Chișinău bekannt. Der Verein hielt sich bis zur seiner Auflösung 2017 in der höchsten Spielklasse.